# Svědecká hora

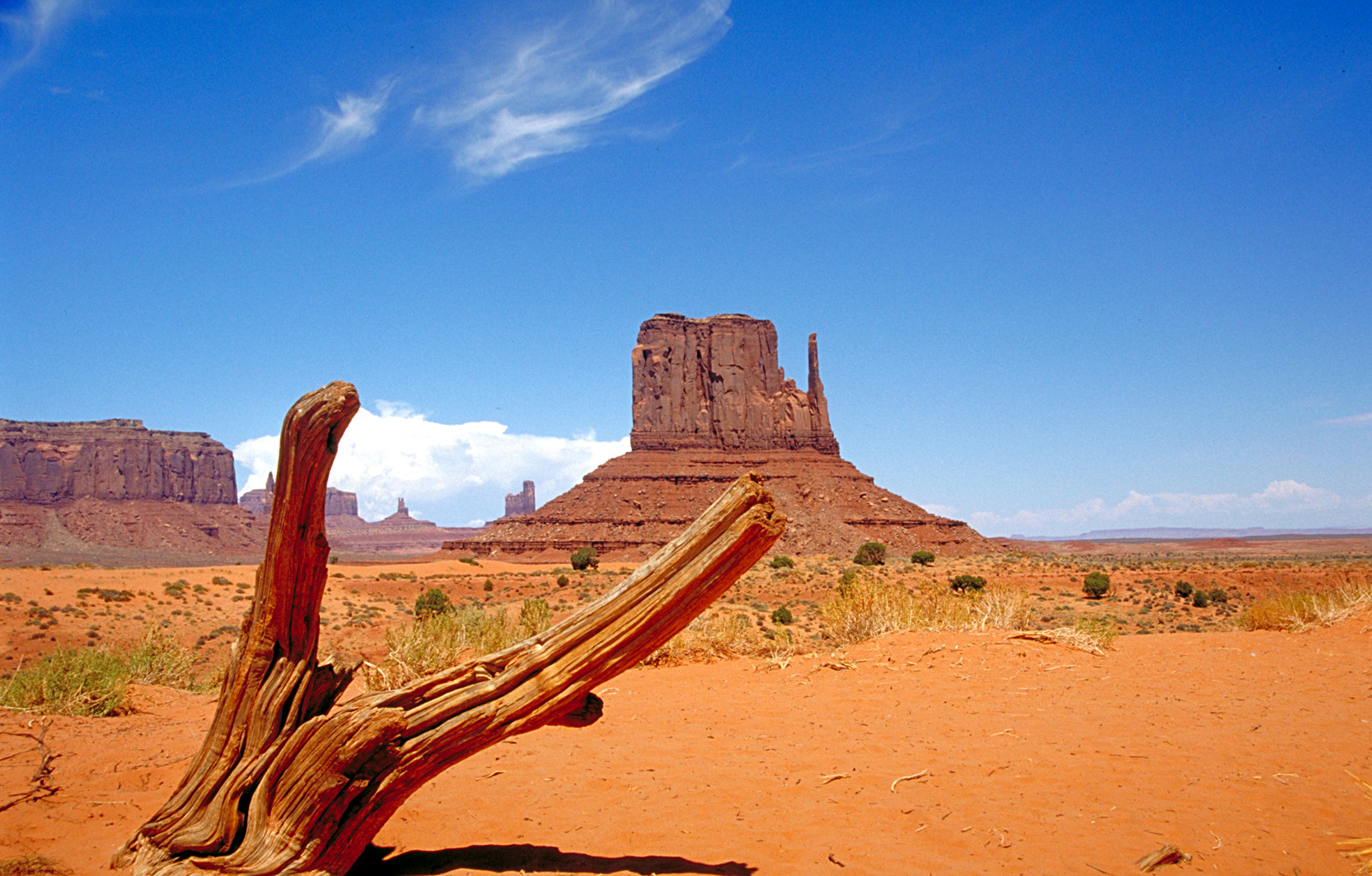
Svědecká hora v Monument Valley, Arizona

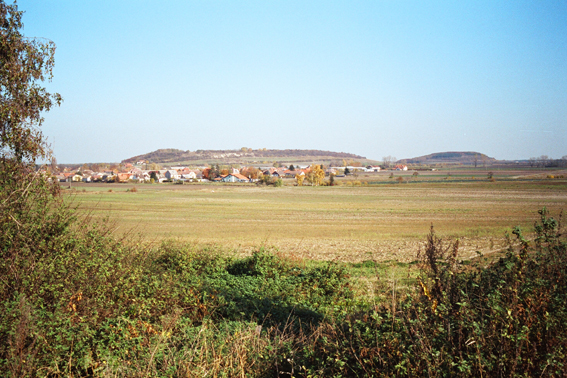
Přerovská a Semická hůra

Svědecká hora (svědecký vrch, svědek, butte) je osamocená vyvýšenina, která byla vytvořena erozní činností exogenních sil – ústupem svahů tabulí a stolových hor. Je tvořena horizontálními nebo subhorizontálními vrstvami hornin.

## Popis

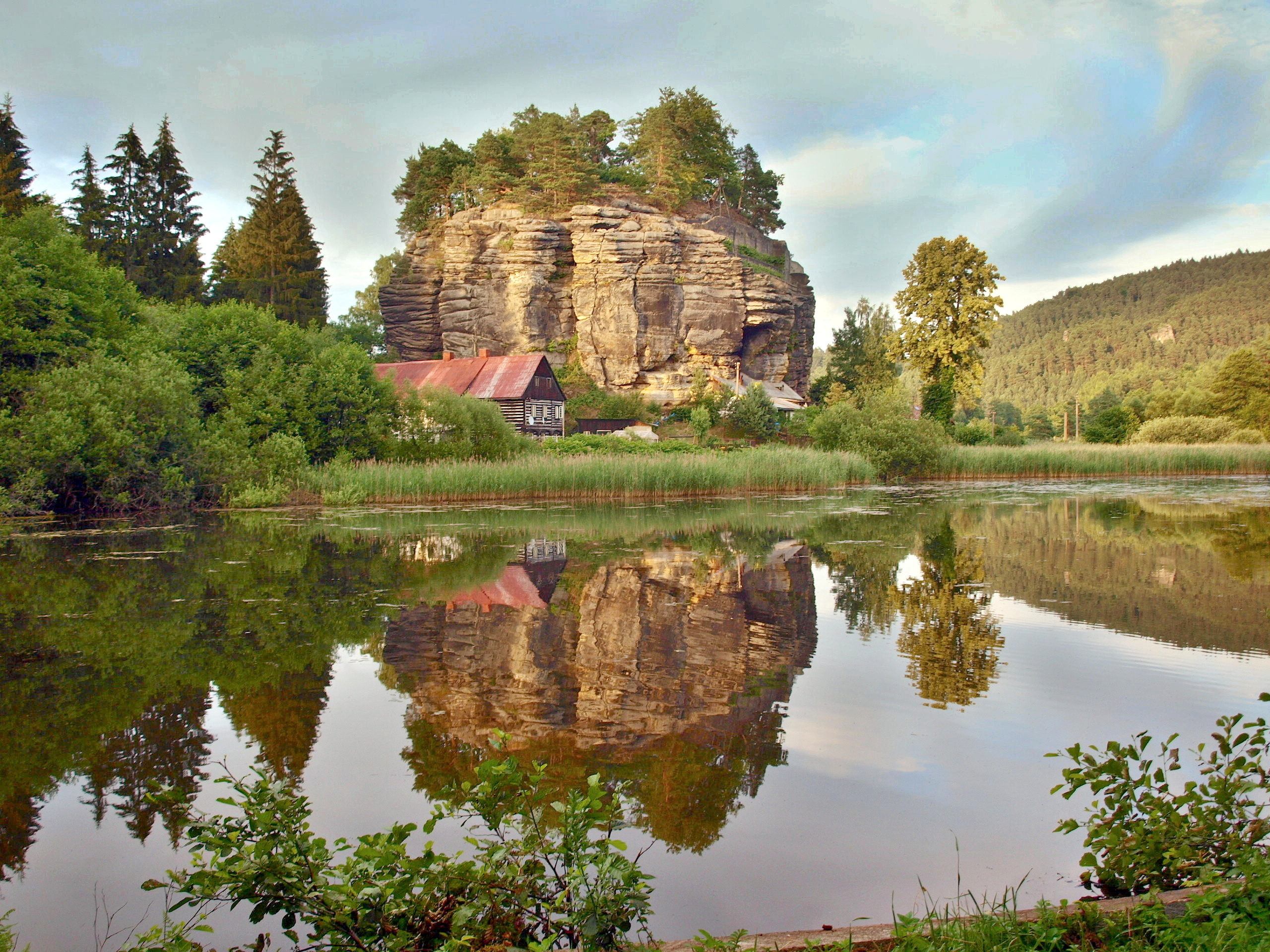
Skála s hradem a poustevnami ve Sloupu v Čechách

Označení svědecká hora odráží skutečnost, že právě tato osamocená hora, popřípadě skupina hor, zachycuje ve svém tělese jinde již oderodované horniny a svědčí o původní výšce povrchu. Často vznikají tak, že níže položené sedimenty jsou překryty výlevem lávy, která je odolnější vůči erozi a chrání temeno hory proti destrukci. Pokud nejsou uvažovány vertikální pohyby zemského povrchu, pak temeno svědecké hory leží ve výši původního povrchu. Pro svědecké hory jsou charakteristické výrazné melafyrové suky s bočními asymetrickými hřbety. Na příkrých okrajových svazích se nachází skalky a sutě.
Svědecké hory se vyskytují především v aridních a semiaridních oblastech. Ve světě je pravděpodobně nejproslulejší lokalitou Monument Valley na severu státu Arizona. V českých podmínkách jsou tyto kopce významné z hlediska botanického i zoologického. Jejich jižní svahy jsou porostlé stepními společenstvy bílých strání a obydleny širokou škálou druhů hmyzu.

## Svědecké hory v Česku

### Okres Blansko
- Malý Chlum (Boskovická brázda) u Obory (489 m)
- Velký Chlum (v sousedství Malého Chlumu, je však nižší) u Obory (464 m)
- Milenka u Kunštátu nedaleko obce Rudka u Kunštátu

### Okres Česká Lípa
- Skála se skalním hradem Sloupem ve stejnojmenné obci
- Stohánek v bývalém vojenském prostoru Ralsko
- Skála s pozůstatky hradu v Jestřebí

### Okres Hradec Králové
- Tátrum (264 m)
- Na pískách (292 m)
- Velká Dorota (292 m)

### Okres Jičín
- Češovské valy (321 m)

### Okres Kolín
- Homole (279 m)
- Kozí hůra (272 m)

### Okres Litoměřice
- Sovice u Vetlé (278 m n. m.)

### Okres Louny
- Skytalský vrch (522 m n. m.)

### Okres Mělník
- Dřínov u stejnojmenné obce (247 m n. m.)

### Okres Nymburk
- Břístevská hůra mezi obcemi Bříství a Starý Vestec
- vrch Chotuc u obce Křinec (255 m n. m.)
- Oškobrh (287 m n. m.)
- Přerovská hůra u Přerova nad Labem (237 m n. m.)
- Semická hůra u Semic (231 m n. m.)

### Praha
- Vidoule, součást Přírodního parku Košíře-Motol (372 m n. m.)